# Альдобрандески
Альдобрандески — угасший знатный род из южной Тосканы. В конфликте между гибеллинами и гвельфами традиционно принимали сторону гвельфов.
Впервые род упоминается в VIII веке. Предполагается, что род происходил из Ломбардии.
Владения семьи простирались на территории современных южной Тосканы и северного Лацио. Считается что из семьи Альдобрандески произошел Папа Римский Григорий VII.
В 1274 году в результате раздела их владений образовались графства Санта-Фьора и Сована, которые с тех пор оказались под властью разных ответвлений семьи. Вслед за вымиранием сованской ветви, графство передали Орсини. В 1439 году, после женитьбы Босио I Сфорца с последней наследницей Альдобрандески, Сесилии, графство Санта-Фьора наследовала семья Сфорца.